# Vương tộc Holstein-Gottorp (Thụy Điển)

Gia huy của Vương tộc Holstein-Gottorp

Nhà Holstein-Gottorp, là một nhánh của triều đại Oldenburg, cai trị Thụy Điển từ năm 1751 đến 1818 và Na Uy từ 1814 đến 1818, trải qua 4 đời quân vương, gồm có Adolf Fredrik, Gustav III, Gustav IV Adolf và Karl XIII
Năm 1743, Adolf Frederick, Công tước xứ Holstein-Gottorp được bầu làm thái tử Thụy Điển như một sự nhượng bộ của Thụy Điển đối với Đế quốc Nga, một chiến lược nhằm đạt được một nền hòa bình có thể chấp nhận được sau Chiến tranh Nga – Thụy Điển (1741–1743). Ông trở thành Vua Thụy Điển vào năm 1751, sau cái chết của Vua Fredrik I của Nhà Hessen.
Vua Gustav III, con trai cả của Adolf Frederick, cho rằng thông qua bà cố của ông, triều đại của họ có nguồn gốc từ Vương tộc Vasa. Ông bày tỏ mong muốn triều đại của họ được gọi là Vasa, là vương thất mới của Vasa và là sự tiếp nối của vương thất Vasa ban đầu. Tuy nhiên không có sự chứng mình nào có thể thuyết phục để được chấp nhận một cách hợp pháp. Các nhà sử học không đồng ý với mong muốn của Gustav và triều đại luôn được gọi là Holstein-Gottorp.
Năm 1809, con trai của Gustav III là Vua Gustav IV Adolf bị phế truất sau khi Phần Lan thất thủ, và triều đại này biến mất khỏi lịch sử Thụy Điển sau cái chết của chú ông là Vua Karl XIII vào năm 1818. Năm 1810, Jean Baptiste Bernadotte (sau này là Karl XIV Johan), Thống chế của Pháp, được bầu làm thái tử và trở thành người sáng lập ra triều đại Bernadotte, họ trị vì Thụy Điển cho đến tận ngày nay.
Năm 1836, Vương tử Gustav, con trai của Gustav IV Adolf bị phế truất, được phong làm Thân vương xứ Vasa ở Áo (viết Wasa). Tuy nhiên, việc sử dụng cái tên đó đã chấm dứt khi đứa con duy nhất còn sống của ông là Calora xứ Vasa, chết mà không có con.
Cuộc hôn nhân của Vua tương lai Gustaf V với Đại công nữ Victoria xứ Baden vào năm 1881 đã hợp nhất Vương tộc Bernadotte cầm quyền với hậu duệ của Vương tộc Holstein-Gottorp vì Victoria là chắt gái của Gustav IV Adolf bị phế truất.